# Жегалов, Леонид Васильевич
Леони́д Васи́льевич Жега́лов (24 января [6 февраля] 1913, Жадовка, Симбирская губерния — 20 августа 1987, Ленинград) — участник Великой Отечественной войны, командир танкового батальона 197-го гвардейского танкового Вапнярско-Варшавского Краснознамённого полка 49-й гвардейской танковой бригады, 12-го гвардейского танкового корпуса, 2-й гвардейской танковой армии, 1-го Белорусского фронта, гвардии майор. Герой Советского Союза.

## Биография
Родился 24 января (6 февраля) 1913 года в с. Жадовка (ныне — пгт в Барышском районе Ульяновской области) в семье крестьянина. Русский. Позже вся семья переехала в с. Семиродники.
Работал электромонтёром «Ленмосттреста», учился в Ленинградском вечернем электромеханическом институте (отраслевом вузе Ленинградского политехнического института).
В Красной Армии с 1935 года. В 1939 году окончил курсы младших лейтенантов. Член ВКП(б)/КПСС с 1939 года.
Участник Великой Отечественной войны с июня 1941 года. В 1942 году окончил КУКС. Командир танкового батальона 49-й гвардейской танковой бригады гвардии майор Леонид Жегалов отличился в ходе Висло-Одерской операции. Во время наступления 15-20 января 1945 года его батальон прошёл с непрерывными боями свыше 350 км, участвовал в освобождении многих населённых пунктов.
В 1947 году окончил Высшую офицерскую школу при Военной академии бронетанковых и механических войск, в 1956 — курсы усовершенствования офицерского состава.
С 1960 года подполковник Л. В. Жегалов в запасе. Жил и работал в Ленинграде.
Умер 20 августа 1987 года, похоронен по завещанию в селе Семиродники Ульяновской области.

## Награды
- три ордена Красного Знамени (30.4.1944[2], 28.08.1944[3]),
- Герой Советского Союза (медаль «Золотая Звезда» и орден Ленина; 27.2.1945)[4][5][6]
- орден Отечественной войны 1-й степени (6.4.1985)[7],
- орден Красной Звезды,
- медали, в том числе:
  - «За оборону Ленинграда» (1942)[3].

## Память

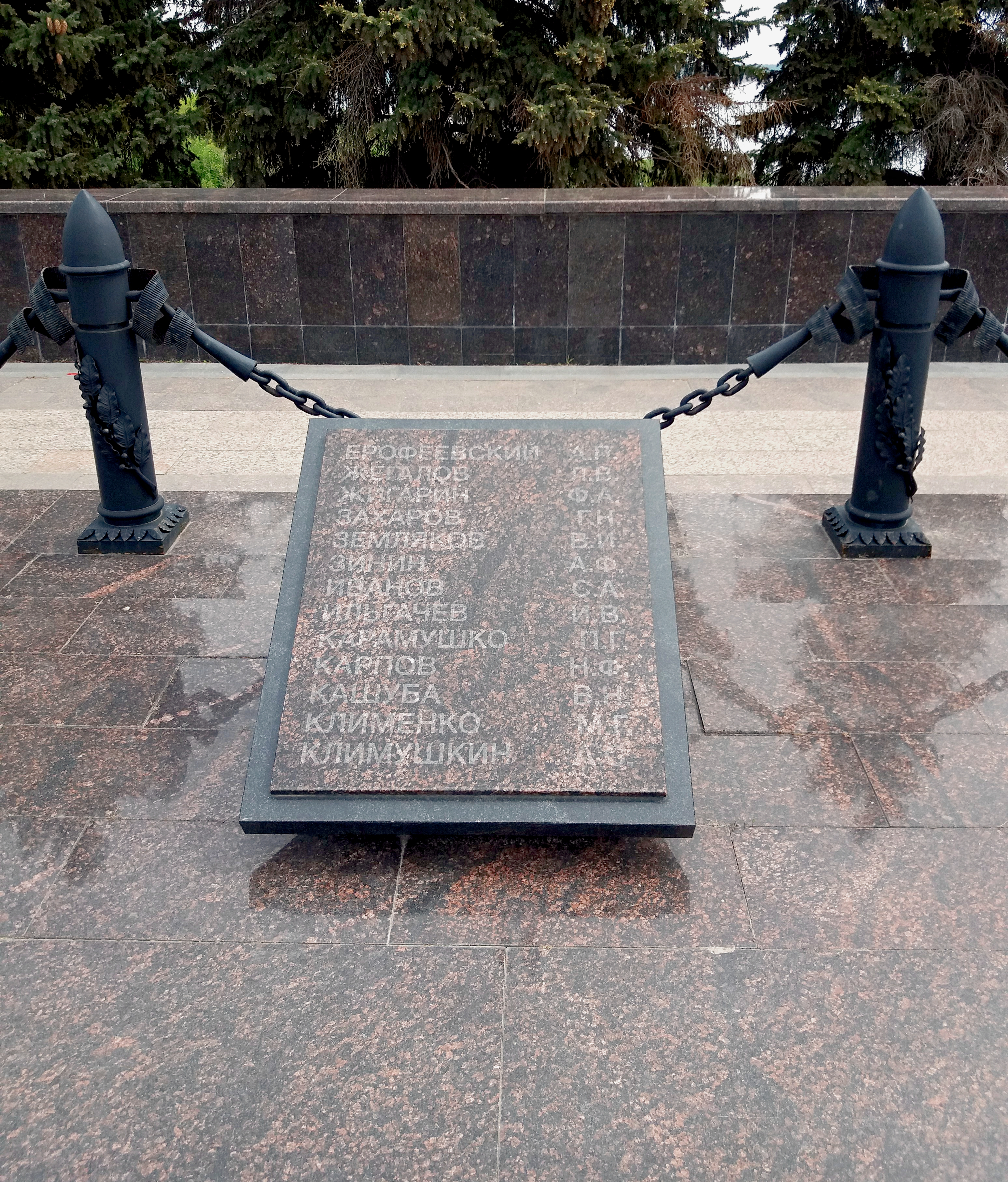
Мемориальные доски с именами Героев (Ульяновск).

- В феврале 2013 года отмечалось 100-летие со дня рождения Героя[8].
- Его имя есть на мемориальной доске на Мемориале с именами Героев на Обелиске «30 лет Победы».